# Niegocin
Niegocin je jezero v oblasti Velkých jezer Mazurských
ve Varmijsko-mazurském vojvodství. Má rozlohu 2604 ha a hloubku maximálně 39,7 m.

## Vodní režim
Na severu je propojeno přes kanály s jezerem Mamry (resp. s jeho částmi Kisajno a Dargin). Existují dvě propojení. Jedno vede přes Kanał Giżycki a Giżycko a druhé přes Kanał Niegociński jezero Tajty a krátký Kanał Piękna Góra.
Na jihu přes několik kanálů, jezero Tałty a jezero Mikołajskie s jezerem Śniardwy.

## Využití
Na břehu Niegocinu leží Giżycko. Přes Niegocin vede nejpopulárnější lodní cesta Velkých jezer Mazurských, tzv. jachtostráda.